# 冰島中央銀行
冰島中央銀行是冰島的中央银行。於1961年由冰岛议会立法拆分Landsbanki Íslands的中央銀行部門，其自1927年以來擁有有限的货币政策權限。
冰島政府持有冰島中央銀行，並由一名總裁和七名成員組成的監督委員會管理。委員會由冰島國會選舉。它有發行冰島克朗紙鈔和硬幣的 權利和管理國家外匯儲備的職責。 
雖然名義上獨立，但冰島中央銀行在歷史上是預計是跟隨中央政府政策走向。然而2001年開始實行浮動匯率制。從那時起，中央銀行被授權採取通貨膨脹目標和管理貨幣政策，從而在不受中央政府政策影響的情況下實現價格穩定。

## 貨幣改革
2015年，在2008–11年冰岛金融危机之後，冰島政府考慮了一項「革命性的貨幣提議」，即廢除私有貨幣擴張，終結部分準備金銀行制度。與瑞士主權貨幣計劃類似，該計劃將剝奪商業銀行貨幣擴張的權力，並將其交給冰島央行。